# Paoli (Pennsylvania)
Paoli (/peɪˈoʊliː/) è un census-designated place (CDP) degli Stati Uniti d'America della contea di Chester nello Stato della Pennsylvania. La popolazione era di 5 651 abitanti al censimento del 2019. Si trova vicino alla città di Filadelfia.
Il suo nome è dovuto ad una taverna che prende il nome da Pasquale Paoli, un politico, militare e generale corso.
Il produttore di strumenti elettronici Ametek e il motore di ricerca DuckDuckGo hanno sede a Paoli.

## Geografia fisica
Secondo lo United States Census Bureau, ha un'area totale di 2,0 miglia quadrate (5,2 km²).

## Società

### Evoluzione demografica
Secondo il censimento del 2019, c'erano 5 651 abitanti.

### Etnie e minoranze straniere
Secondo il censimento del 2019, la composizione etnica del CDP era formata dal 83,1% di bianchi, il 4,6% di afroamericani, lo 0,00% di nativi americani, il 8,07% di asiatici, lo 0,00% di oceanici, lo 0,03% di altre etnie, e il 3,3% di due o più etnie.